# Élections municipales de 2005 en Outaouais
Les élections municipales québécoises de 2005 se déroulent le 6 novembre 2005. Elles permettent d'élire les maires et les conseillers de chacune des municipalités locales du Québec, ainsi que les préfets de quelques municipalités régionales de comté.
Elles permettent de déterminer les maires et les conseillers de chacune des municipalités locales de même que certains préfets. Ces élections sont les premières tenues en vertu de la Loi sur les élections et les référendums dans les municipalités adoptée en 2001 par l'Assemblée nationale du Québec, qui instaure une nouvelle procédure prévoyant de tenir les élections de tous les postes municipaux dans toutes les municipalités la même journée.

## Outaouais

### Alleyn-et-Cawood
| Candidats pour la mairie | Vote            | %               |
| ------------------------ | --------------- | --------------- |
| Joseph Squitti (Sortant) | Sans opposition | Sans opposition |

### Aumond
| Candidats pour la mairie          | Vote | %     |
| --------------------------------- | ---- | ----- |
| Jean Giasson                      | 280  | 55,11 |
| Janique Labelle                   | 228  | 44,89 |
| Nombre d'électeurs inscrits : 925 |      |       |

### Blue Sea
| Candidats pour la mairie | Vote            | %               |
| ------------------------ | --------------- | --------------- |
| Laurent Fortin           | Sans opposition | Sans opposition |

### Boileau
| Candidats pour la mairie | Vote            | %               |
| ------------------------ | --------------- | --------------- |
| Henri Gariepy (Sortant)  | Sans opposition | Sans opposition |

### Bois-Franc
| Candidats pour la mairie | Vote            | %               |
| ------------------------ | --------------- | --------------- |
| Armand Hubert            | Sans opposition | Sans opposition |

### Bouchette
| Candidats pour la mairie | Vote            | %               |
| ------------------------ | --------------- | --------------- |
| Réjean Carle (Sortant)   | Sans opposition | Sans opposition |

### Bowman
| Candidats pour la mairie          | Vote | %     |
| --------------------------------- | ---- | ----- |
| Roger Madore                      | 284  | 71,18 |
| Gaétan Bastien                    | 115  | 28,82 |
| Nombre d'électeurs inscrits : 601 |      |       |

### Bristol
| Candidats pour la mairie            | Vote | %     |
| ----------------------------------- | ---- | ----- |
| Jack Graham (Sortant)               | 396  | 58,41 |
| Scott Wilson                        | 282  | 41,59 |
| Nombre d'électeurs inscrits : 1 181 |      |       |

### Bryson
| Candidats pour la mairie          | Vote | %     |
| --------------------------------- | ---- | ----- |
| Albert Davis                      | 236  | 66,10 |
| Francis Cahill                    | 121  | 33,90 |
| Nombre d'électeurs inscrits : 565 |      |       |

### Campbell's Bay
| Candidats pour la mairie          | Vote | %     |
| --------------------------------- | ---- | ----- |
| Jean-Louis Auger                  | 340  | 64,27 |
| Cletus Ferrigan (Sortant)         | 189  | 35,73 |
| Nombre d'électeurs inscrits : 683 |      |       |

### Cantley
| Candidats pour la mairie            | Vote  | %     |
| ----------------------------------- | ----- | ----- |
| Steve Harris                        | 1 759 | 65,32 |
| Michel Charbonneau                  | 934   | 34,68 |
| Nombre d'électeurs inscrits : 5 536 |       |       |

### Cayamant
| Candidats pour la mairie          | Vote | %     |
| --------------------------------- | ---- | ----- |
| Suzanne Labelle Lamarche          | 273  | 66,26 |
| Laurier Gaudette                  | 139  | 33,74 |
| Nombre d'électeurs inscrits : 835 |      |       |

### Chelsea
| Candidats pour la mairie | Vote            | %               |
| ------------------------ | --------------- | --------------- |
| Jean Perras (Sortant)    | Sans opposition | Sans opposition |

### Chénéville
| Candidats pour la mairie | Vote            | %               |
| ------------------------ | --------------- | --------------- |
| Joseph E. Filion         | Sans opposition | Sans opposition |

### Chichester
| Candidats pour la mairie          | Vote | %     |
| --------------------------------- | ---- | ----- |
| Donald Gagnon (Sortant)           | 220  | 72,85 |
| John Richard Cavey                | 82   | 27,15 |
| Nombre d'électeurs inscrits : 397 |      |       |

### Clarendon
| Candidats pour la mairie   | Vote            | %               |
| -------------------------- | --------------- | --------------- |
| John (Jack) Lang (Sortant) | Sans opposition | Sans opposition |

### Déléage
| Candidats pour la mairie            | Vote | %     |
| ----------------------------------- | ---- | ----- |
| Jean-Paul Barbe                     | 518  | 56,86 |
| Palma Morin (Sortant)               | 393  | 43,14 |
| Nombre d'électeurs inscrits : 1 655 |      |       |

### Denholm
| Candidats pour la mairie          | Vote | %     |
| --------------------------------- | ---- | ----- |
| Gary Armstrong                    | 227  | 63,76 |
| Pierre-Nelson Renaud              | 129  | 36,24 |
| Nombre d'électeurs inscrits : 775 |      |       |

### Duhamel
| Candidats pour la mairie          | Vote | %     |
| --------------------------------- | ---- | ----- |
| Richard Chartrand                 | 451  | 76,31 |
| Yvon Charlebois (Sortant)         | 140  | 23,69 |
| Nombre d'électeurs inscrits : 888 |      |       |

### Egan-Sud
| Candidats pour la mairie | Vote            | %               |
| ------------------------ | --------------- | --------------- |
| Michel Cyr               | Sans opposition | Sans opposition |

- Neil Gagnon, conseiller #6, devient maire d'Egan-Sud en cours de mandat[Quand ?].

### Fassett
| Candidats pour la mairie          | Vote | %     |
| --------------------------------- | ---- | ----- |
| Michel Rioux                      | 181  | 63,73 |
| Gaétan Labonté                    | 103  | 36,27 |
| Nombre d'électeurs inscrits : 405 |      |       |

### Fort-Coulonge
| Candidats pour la mairie   | Vote            | %               |
| -------------------------- | --------------- | --------------- |
| Raymond Durocher (Sortant) | Sans opposition | Sans opposition |

### Gatineau
| Candidats pour la mairie              | Vote   | %     |
| ------------------------------------- | ------ | ----- |
| Marc Bureau                           | 55 650 | 68,30 |
| Yves Ducharme                         | 25 834 | 31,70 |
| Nombre d'électeurs inscrits : 172 459 |        |       |

### Gracefield
| Candidats pour la mairie            | Vote | %     |
| ----------------------------------- | ---- | ----- |
| Réal Rochon                         | 716  | 47,48 |
| Jacques Lafrenière                  | 387  | 25,66 |
| Yves Côté (Sortant)                 | 352  | 23,34 |
| Bernard Duffy                       | 53   | 3,52  |
| Nombre d'électeurs inscrits : 2 648 |      |       |

### Grand-Calumet
| Candidats pour la mairie          | Vote | %     |
| --------------------------------- | ---- | ----- |
| Paul-Émile Maleau                 | 361  | 73,08 |
| René Corriveau                    | 133  | 26,92 |
| Nombre d'électeurs inscrits : 698 |      |       |

### Grand-Remous
| Candidats pour la mairie  | Vote            | %               |
| ------------------------- | --------------- | --------------- |
| Gérard Coulombe (Sortant) | Sans opposition | Sans opposition |

### Kazabazua
| Candidats pour la mairie            | Vote | %     |
| ----------------------------------- | ---- | ----- |
| Adrien Noël                         | 317  | 70,13 |
| Denis Bélair                        | 135  | 29,87 |
| Nombre d'électeurs inscrits : 1 285 |      |       |

### L'Ange-Gardien
| Candidats pour la mairie | Vote            | %               |
| ------------------------ | --------------- | --------------- |
| Armand Renaud (Sortant)  | Sans opposition | Sans opposition |

### L'Isle-aux-Allumettes
| Candidats pour la mairie            | Vote | %     |
| ----------------------------------- | ---- | ----- |
| Brian Adam                          | 484  | 59,31 |
| Richard Lavigne                     | 332  | 40,69 |
| Nombre d'électeurs inscrits : 1 432 |      |       |

### La Pêche
| Candidats pour la mairie            | Vote  | %     |
| ----------------------------------- | ----- | ----- |
| Robert Bussière (Sortant)           | 2 348 | 81,13 |
| Jean-Pierre Brunette                | 546   | 18,87 |
| Nombre d'électeurs inscrits : 5 491 |       |       |

### Lac-des-Plages
| Candidats pour la mairie          | Vote | %     |
| --------------------------------- | ---- | ----- |
| Robert Demers                     | 270  | 61,93 |
| Louis Jr. Venne (Sortant)         | 166  | 38,07 |
| Nombre d'électeurs inscrits : 699 |      |       |

- Josée Simon devient mairesse de la municipalité en cours de mandat[Quand ?].

### Lac-Sainte-Marie
| Candidats pour la mairie     | Vote            | %               |
| ---------------------------- | --------------- | --------------- |
| Raymond Lafrenière (Sortant) | Sans opposition | Sans opposition |

### Lac-Simon
| Candidats pour la mairie | Vote            | %               |
| ------------------------ | --------------- | --------------- |
| Serge Thivierge          | Sans opposition | Sans opposition |

### Litchfield
| Candidats pour la mairie  | Vote            | %               |
| ------------------------- | --------------- | --------------- |
| Michael McCrank (Sortant) | Sans opposition | Sans opposition |

### Lochaber
| Candidats pour la mairie | Vote            | %               |
| ------------------------ | --------------- | --------------- |
| Georges Leduc (Sortant)  | Sans opposition | Sans opposition |

### Lochaber-Partie-Ouest
| Candidats pour la mairie   | Vote            | %               |
| -------------------------- | --------------- | --------------- |
| Michel Labrecque (Sortant) | Sans opposition | Sans opposition |

### Low
| Candidats pour la mairie  | Vote            | %               |
| ------------------------- | --------------- | --------------- |
| Michael Francis (Sortant) | Sans opposition | Sans opposition |

### Maniwaki
| Candidats pour la mairie            | Vote  | %     |
| ----------------------------------- | ----- | ----- |
| Robert Coulombe (Sortant)           | 1 433 | 70,59 |
| Louis-André Hubert                  | 597   | 29,41 |
| Nombre d'électeurs inscrits : 3 274 |       |       |

### Mansfield-et-Pontefract
| Candidats pour la mairie            | Vote | %     |
| ----------------------------------- | ---- | ----- |
| Richard Romain (Sortant)            | 465  | 50,05 |
| Leslie L. Bélair                    | 464  | 49,95 |
| Nombre d'électeurs inscrits : 1 789 |      |       |

### Mayo
| Candidats pour la mairie | Vote            | %               |
| ------------------------ | --------------- | --------------- |
| Normand Vachon (Sortant) | Sans opposition | Sans opposition |

### Messines
| Candidats pour la mairie            | Vote | %     |
| ----------------------------------- | ---- | ----- |
| Ronald Cross (Sortant)              | 459  | 45,45 |
| Marcel St-Jacques                   | 431  | 42,67 |
| Jean Lapointe                       | 120  | 11,88 |
| Nombre d'électeurs inscrits : 1 610 |      |       |

### Montcerf-Lytton
| Candidats pour la mairie          | Vote | %     |
| --------------------------------- | ---- | ----- |
| Fernand Lirette (Sortant)         | 220  | 44,00 |
| Raymond Cyr                       | 174  | 34,80 |
| Réjean Lafond                     | 106  | 21,20 |
| Nombre d'électeurs inscrits : 706 |      |       |

### Montebello
| Candidats pour la mairie      | Vote            | %               |
| ----------------------------- | --------------- | --------------- |
| Jean-Paul Descoeurs (Sortant) | Sans opposition | Sans opposition |

### Montpellier
| Candidats pour la mairie            | Vote | %     |
| ----------------------------------- | ---- | ----- |
| Stéphane Séguin                     | 483  | 71,66 |
| Ghislaine Jean                      | 191  | 28,34 |
| Nombre d'électeurs inscrits : 1 042 |      |       |

### Mulgrave-et-Derry
| Candidats pour la mairie | Vote            | %               |
| ------------------------ | --------------- | --------------- |
| Michael Kane (Sortant)   | Sans opposition | Sans opposition |

### Namur
| Candidats pour la mairie          | Vote | %     |
| --------------------------------- | ---- | ----- |
| Gilbert Dardel                    | 211  | 52,36 |
| Jacqueline Douglas                | 192  | 47,63 |
| Nombre d'électeurs inscrits : 556 |      |       |

### Notre-Dame-de-Bonsecours
| Candidats pour la mairie          | Vote | %     |
| --------------------------------- | ---- | ----- |
| Denis Beauchamp                   | 65   | 57,02 |
| Pierre Ippersiel                  | 49   | 42,98 |
| Nombre d'électeurs inscrits : 232 |      |       |

### Notre-Dame-de-la-Paix
| Candidats pour la mairie          | Vote | %     |
| --------------------------------- | ---- | ----- |
| Daniel Bock (Sortant)             | 280  | 61,40 |
| Lucie Lalonde                     | 176  | 38,60 |
| Nombre d'électeurs inscrits : 650 |      |       |

### Notre-Dame-de-la-Salette
| Candidats pour la mairie | Vote            | %               |
| ------------------------ | --------------- | --------------- |
| Roger Laflamme (Sortant) | Sans opposition | Sans opposition |

### Otter Lake
| Candidats pour la mairie | Vote            | %               |
| ------------------------ | --------------- | --------------- |
| Terry G. Richard         | Sans opposition | Sans opposition |

### Papineauville
| Candidats pour la mairie            | Vote | %     |
| ----------------------------------- | ---- | ----- |
| André Blais                         | 755  | 62,14 |
| Henri Hébert                        | 460  | 37,86 |
| Nombre d'électeurs inscrits : 1 831 |      |       |

### Plaisance
| Candidats pour la mairie    | Vote            | %               |
| --------------------------- | --------------- | --------------- |
| Paulette Lalande (Sortante) | Sans opposition | Sans opposition |

### Pontiac
| Candidats pour la mairie            | Vote | %     |
| ----------------------------------- | ---- | ----- |
| Edward J. Mc Cann                   | 931  | 50,22 |
| Randy Labadie                       | 618  | 33,33 |
| William F. Twolan                   | 305  | 16,45 |
| Nombre d'électeurs inscrits : 4 091 |      |       |

### Portage-du-Fort
| Candidats pour la mairie | Vote            | %               |
| ------------------------ | --------------- | --------------- |
| Gérald Manwell (Sortant) | Sans opposition | Sans opposition |

### Rapides-des-Joachims
| Candidats pour la mairie          | Vote | %     |
| --------------------------------- | ---- | ----- |
| Dale Lévesque                     | 68   | 59,13 |
| Roger Paquette                    | 47   | 40,87 |
| Nombre d'électeurs inscrits : 143 |      |       |

### Ripon
| Candidats pour la mairie            | Vote | %     |
| ----------------------------------- | ---- | ----- |
| Alain Sabourin                      | 336  | 51,06 |
| Léo Bédard                          | 322  | 48,94 |
| Nombre d'électeurs inscrits : 1 240 |      |       |

### Saint-André-Avellin
| Candidats pour la mairie | Vote            | %               |
| ------------------------ | --------------- | --------------- |
| Thérèse Whissell         | Sans opposition | Sans opposition |

### Saint-Émile-de-Suffolk
| Candidats pour la mairie          | Vote | %     |
| --------------------------------- | ---- | ----- |
| Martin Blais                      | 185  | 58,18 |
| Serge Carrière (Sortant)          | 77   | 24,21 |
| Jacques Chenail                   | 56   | 17,61 |
| Nombre d'électeurs inscrits : 574 |      |       |

### Saint-Sixte
| Candidats pour la mairie | Vote            | %               |
| ------------------------ | --------------- | --------------- |
| Vincent Leduc (Sortant)  | Sans opposition | Sans opposition |

### Sainte-Thérèse-de-la-Gatineau
| Candidats pour la mairie          | Vote | %     |
| --------------------------------- | ---- | ----- |
| Roch Carpentier (Sortant)         | 239  | 59,01 |
| Archie Gorman                     | 166  | 40,99 |
| Nombre d'électeurs inscrits : 560 |      |       |

### Shawville
| Candidats pour la mairie   | Vote            | %               |
| -------------------------- | --------------- | --------------- |
| Albert Armstrong (Sortant) | Sans opposition | Sans opposition |

### Sheenboro
| Candidats pour la mairie | Vote            | %               |
| ------------------------ | --------------- | --------------- |
| Roy Perrault             | Sans opposition | Sans opposition |

### Thorne
| Candidats pour la mairie    | Vote            | %               |
| --------------------------- | --------------- | --------------- |
| Edwin Ross Vowles (Sortant) | Sans opposition | Sans opposition |

### Thurso
| Candidats pour la mairie            | Vote  | %     |
| ----------------------------------- | ----- | ----- |
| Maurice Boivin                      | 1 092 | 77,06 |
| Desmond Murphy (Sortant)            | 325   | 22,94 |
| Nombre d'électeurs inscrits : 1 941 |       |       |

### Val-des-Bois
| Candidats pour la mairie | Vote            | %               |
| ------------------------ | --------------- | --------------- |
| Marcel Proulx (Sortant)  | Sans opposition | Sans opposition |

### Val-des-Monts
| Candidats pour la mairie | Vote            | %               |
| ------------------------ | --------------- | --------------- |
| Marc Carrière            | Sans opposition | Sans opposition |

Élection partielle au poste de maire en 2008[Quand ?].
- Nécessaire en raison de la démission du maire Marc Carrière, devenu député libéral de la circonscription de Chapleau lors des élections élections québécoises de 2008[2].
- Élection de Jean Lafrenière au poste de maire[2].

### Waltham
| Candidats pour la mairie | Vote            | %               |
| ------------------------ | --------------- | --------------- |
| Paul Ryan (Sortant)      | Sans opposition | Sans opposition |

- Nomination de Wayne Venne au poste de mairesse[Quand ?][3].